# Бухтеле, Ян
Ян Бухтеле (чеш. Jan Buchtele; 21 июля 1990, Градец-Кралове, Чехословакия) — чешский хоккеист, нападающий. Выступал в КХЛ за команды «Автомобилист Екатеринбург» и «Слован Братислава». Сейчас играет в клубе чешской Экстралиги «Спарта Прага».

## Карьера
Ян Бухтеле является воспитанником клуба «Пардубице». В 2009 году дебютировал в чешской Экстралиге. В 2010 и 2012 годах становился чемпионом Чехии. В 2013 году перешёл в пражскую «Спарту», с которой выигрывал серебро и бронзу чешского чемпионата. В мае 2016 года было объявлено о переходе Бухтеле в екатеринбургский «Автомобилист». Сезон в уральском клубе получился неудачным, во многом из-за травмы. В конце января Бухтеле расторг контракт с «Автомобилистом» и вернулся в «Спарту». После окончания сезона 2016/17 Бухтеле снова решил попробовать свои силы в КХЛ, подписав контракт с братиславским «Слованом». Но опять же, по ходу сезона, в январе 2017 года он опять вернулся в «Спарту», за которую выступает сейчас.

## Достижения
Чемпион Экстралиги 2010 и 2012
 Серебряный призёр Экстралиги 2016
 Бронзовый призёр Экстралиги 2011, 2014 и 2021

## Статистика
Обновлено на конец сезона 2020/2021
- Чешская экстралига — 562 игры, 278 очков (153+125)
- КХЛ — 80 игр, 20 очков (11+9)
- Сборная Чехии — 20 игр, 5 очков (1+4)
- Чешская первая лига — 21 игра, 20 очков (14+6)
- Европейский трофей — 27 игр, 8 очков (6+2)
- Лига чемпионов — 13 игр, 12 очков (9+3)
- Кубок Шпенглера — 3 игры
- Всего за карьеру — 726 игр, 343 очка (194+149)